# IC 308
IC 308 ist eine linsenförmige Galaxie vom Hubble-Typ SB0 im Sternbild Perseus am Nordsternhimmel. Sie ist schätzungsweise 286 Millionen Lichtjahre von der Milchstraße entfernt, hat einen Durchmesser von etwa 100.000 Lichtjahren und gilt als Mitglied des Perseus-Haufens Abell 426.
Im selben Himmelsareal befinden sich u. a. die Galaxien NGC 1250, NGC 1259, NGC 1260, IC 310.
Das Objekt wurde am 11. September 1888 vom US-amerikanischen Astronomen Lewis Swift entdeckt.